# Mártires de Turón
Santos Mártires de Turón - martirizados em 9 de Outubro de 1934, em Turón, Espanha:
- Cirilo Bertrán (José Sanz Tejedor)
- Marcano José (Filomeno López)
- Victoriano Pio (Cláudio Bernabé Cano)
- Julián Alfredo (Vilfrido Fernández Zapico)
- Benjamín Julían (Vicente Alonso Andrés)
- Héctor Valdivielso (Benito de Jesus)
- Aniceto Adolfo (Manuel Seco Gutierrez)
- Augusto Andrés (Román Martinez Fernández)
- Inocêncio de Maria Imaculada (Manuel Canoura Arnau)

Acompanhados de:
- Jaime Hilário (Manuel Barbal Cosin) - martirizado em 18 de Janeiro de 1937

## Da Escola Nossa Senhora de Cavadonga, em Turón, ao martírio
Em 1919, os Irmãos Lasallistas fundaram, "juntos e por associação", a Escola Nossa Senhora de Cavadonga, na cidade de Turón, Espanha. 
Em 1934, oito Irmãos jovens trabalhavam ali. No ano anterior, as leis republicanas do país proibiram o ensino católico e a catequese em todas as escolas. Os Irmãos burlaram a lei e continuaram.
No começo da vitória da revolução, estava no colégio o Padre Inocêncio da Imaculada, que viera confessar os alunos para a primeira-sexta, que aconteceria no dia posterior.
No dia seguinte, durante a celebração da Missa a celebração foi interrompida.
O Irmão Marcano desceu para verificar e encontrou mais ou menos 30 pessoas, armadas e em posição de guarda, os quais quebraram todos os móveis, reviraram os aposentos e constataram que a escola funcionava ali, "ilegalmente". Padre Inocênio e mais oito Irmãos foram presos e levados para a "Casa do Povo", prisão revolucionária improvisada.
Permaneceram 4 dias atrás das grades com outros religiosos e católicos, especialmente jovens da Ação Católica. Foram condenados os nove Irmãos à morte por fuzilamento e enterrados numa grande vala comum.

## Vida dos Irmãos Martirizados

### Irmão Cirilo Bertrán
Nascido José Sanz Toledor, diretor da comunidade, nasceu em Lerma, Província de Burgos, no dia 20 de Março de 1888. Seus pais eram humildes trabalhadores. Ingressou no Noviciado dos Irmãos em Bujedo e realizou sua primeira profissão religiosa em agosto de 1905. Nomeado diretor da Escola de Turón, onde chegou em 1933. No verão de 1934, havia participado de um retiro de um mês em Valladolid.

### Irmão Marcano José
Batizado com o nome de Filomeno López, o Irmão Marcano nasceu em Pedregal, Província de Guadalajara, em 17 de Novembro de 1900. Pertencia a uma família de trabalhadores. Conforme a sugestão de un tío seu, ingressou no Instituto dos Irmãos de La Salle, porém uma enfermidade no olho lhe obrigou a regressar a sua casa. Foi admitido novamente, sob a condição de executar trabalhos manuais. Estava na Comunidade de Mieres (Astúrias) quando aceitou substituir um Irmão de Turón. Isto ocorreu no mês de abril de 1934.

### Irmão Victoriano Pio
Batizado Cláudio Bernabé Cano, nasceu em San Millán de Lara, Província de Burgos, em  7 de Julho de 1905. Ingressou no Instituto dos Irmãos de La Salle de Bujedo em 1918. As leis de 1933 obrigaram os Irmãos a trocarem de local constantemente, sendo transferido do Colégio de Palencia para Turón.

### Irmão Julián Alfredo
Batizado Vilfrido Fernández Zapico, nasceu em Cifuentes de Rueda, Província de Leão, em 24 de Dezembro de 1903. Aos 17 anos ingressou no Noviciado dos Capuchinhos de Salamanca. Por cauda de uma doença, regressou até sua casa. Tinha 22 anos quando conheceu os irmãos Lasallistas e em 1926 ingressou no Noviciado de Bujedo. Em seu trabalho assumiu grande destaque, especialmente em preparar as crianças para a Primeira Comunhão. No verão de 1933 foi destinado à comunidade de Turón.

### Irmão Benjamín Julían
Batizado Vicente Alonso Andrés, nasceu em Jaramillo de la Fuente, Província de Burgos, em 27 de Outubro de 1908. Muito jovem ingressou no Instituto dos Irmãos de La Salle, tendo que vencer algumas dificuldades nos estudos devido a sua falta de preparação inicial em 30 de Agosto de 1933 emitiu seus votos perpétuos. Recebeu a ordem de lecionar na escola de Santiago de Compostela. Com muitas ressalvas, foi transferidos a Turón.

### Héctor Valdivielso
Nasceu em Buenos Aires no dia 31 de Outubro de 1910. Foi batizado como Benito de Jesus na Igreja de São Nicolau de Bari, que se localizava no atual local do Obelisco da Avenida 9 de Julho. Seus pais, frente às dificuldades financeiras, foram para a Espanha, estabelecendo- se em Briviesca (Burgos), onde o jovem conheceu e ingressou nos Irmãos de la Salle. Foi transferido ao Noviciado Missionário que os Irmãos tinham em Lembecq-lez-Hal, Bélgica, movido pelo desejo de realizar um dia o apostolado na terra onde havia nascido, a Argentina. Foi destinado à Escola de Astorga, em Leão. Em setembro de 1933 foi levado para Turón. É o primeiro santo argentino.

### Irmão Aniceto Adolfo
Nascido Manuel Seco Gutierrez, o mais novos da comunidade, nasceu em Celada Marlantes, Cantábria, Espanha, em 4 de Outubro de 1912. Ficando órfão de mãe, ingressou, juntamente com mais dois irmãos, no Instituto de São João Batista de La Salle. Entrou no Noviciado em 1928 e proferiu seus votos em 1930. Depois de permanecer um ano no Colégio de Nossa Senhora de Lourdes, em Valladolid, foi enviado a Turón em agosto de 1933.

### Irmão Augusto Andrés
Román Martinez Fernández nasceu em  Santander no dia 6 de Maio de 1910. Quando manifestou a intenção de se fazer religioso, sua mãe não se resignou. Porém uma enfermidade do jovem diminuiu a resistência materna. Prometeu a Nossa Senhora que daria a autorização a seu filho se ele se curasse. Isto aconteceu e o rapaz ingressou nos Irmãos Lasallistas. Em 1922 finalizou seu noviciado e fez seus votos religiosos. Em 1933, foi transferido para Turón.

### Padre Inocêncio da Imaculada
Manuel Canoura Arnau, posteriormente Inocêncio de Maria Imaculada, nasceu em Vale d'Ouro, província de Mondoñedo, em 10 de Março de 1887. Ingressou na Congregação dos Passionistas com a idade de 14 anos. Recebeu o Subdiaconato de Mieres em 1910 e o Diaconato em 1912. Em 20 de Setembro de 1920 foi ordenado sacerdote. Seu último destino foi de novo Mieres, no começo de setembro de 1934. Foi à casa dos Irmãos Lasallistas de Turón a fim de confessar e preparar os alunos para a Primeira Sexta, que coincidia com 5 de Outubro.

### Irmão Jaime Hilário
Santo Irmão Jaime Hilário foi martirizado 18 de Janeiro de 1937.